# Heteromysis stellata
Heteromysis stellata är en kräftdjursart som beskrevs av Mihai Bacescu och Bruce 1980. Heteromysis stellata ingår i släktet Heteromysis och familjen Mysidae. Inga underarter finns listade i Catalogue of Life.